# Leica M9
Leica M8 Leica M type 240
Le Leica M9 est un appareil télémétrique mythique fabriqué par Leica Camera AG annoncé le 9 septembre 2009 (09/09/09) et commercialisé jusqu'en 2014. Il s'agit du successeur du Leica M8, qui était le second appareil télémétrique numérique, le premier étant l'Epson R-D1. Il est conçu pour être utilisé avec les légendaires objectifs à monture M du constructeur allemand.
À la différence du M8, le M9 est doté d'un capteur CCD 24x36 développé par Kodak, ce qui en fait le premier appareil télémétrique numérique plein format jamais produit. Si l'on considère les Leica M comme des appareils hybrides (les M étant des appareils sans miroir), cela en fait aussi le tout premier hybride plein format, plusieurs années avant les Sony Alpha 7.

## Description technique du Leica M9

### Le capteur
Le capteur du Leica M9 se distingue par plusieurs caractéristiques notables :
C'est un capteur CCD (KAF-18500) plein format qui a été développé par Kodak spécifiquement pour cet appareil photo, à une époque ou la majorité des constructeurs commençaient à utiliser des capteurs de technologie CMOS. Il a été conçu pour permettre la capture des rayons sous un fort angle d'incidence, contrainte imposée par les objectifs grand-angle et le faible tirage optique des Leica M. La firme Kodak se serait inspirée de l'esthétique caractéristique de la pellicule Kodachrome pour le développement du capteur. 
Chose plutôt rare, le capteur du M9 est dépourvu de filtre passe-bas, ce qui contribue à une netteté accrue et à une meilleure reproduction des détails. Dépourvu de ce filtre matériel, l'appareil est rendu sensible au moiré en DNG (RAW) mais est équipé d'un filtre logiciel pour la prise de vue en JPEG. L'appareil est également muni d'un filtre infrarouge (certes plus fin que ceux des reflex numériques) qui permet d'éviter d'avoir à monter un filtre IR sur l'objectif, comme il fallait le faire sur le M8. 
Enfin, malgré une définition relativement basse en termes de mégapixels par rapport à d'autres appareils, le Leica M9 tire parti de cette configuration pour favoriser de plus grands photosites et donc un signal de meilleure qualité.

### Le boîtier
Le boîtier du M9 est constitué d'un châssis métallique monobloc en magnésium moulé sous pression. La plaque supérieure et la semelle du boitier sont usinées en laiton, à la manière des M3, M2 et M4. Comme pour les autres boitiers M, exit les multiples modes de prise de vue. Le M9 est équipé seulement d'une molette de vitesse allant de Bulb à 1/4000ème de seconde (l'ouverture se réglant directement sur l'objectif), d'un mode priorité à l'ouverture et du levier permettant d'afficher les différentes lignes de cadre du viseur. L'appareil ne dispose pas d'autofocus ni de mode full automatique.
Le viseur télémétrique du M9 dispose de paires de lignes de cadre pour 28/90mm, 35/135mm et 50/75mm. Le M9 prend en charge la plupart des objectifs à monture M, à l'exception de quelques modèles plus anciens, en raison d'éléments saillants qui gênent l'appairage au boitier. 

## Variations notables du M9
À partir de 2011, Leica propose le M9 en deux versions différentes, avec les mêmes caractéristiques techniques :
- Le M9 "classique" avec une pastille rouge (le logotype de Leica) et le nom de l'appareil sur la face avant, en deux finitions laquées, gris acier ou noir ;
- Le M9-P, plus discret, sans le logotype ni le nom de l'appareil sur la face avant mais sur le dessus du boitier, avec un écran saphir sur le LCD, en deux finitions, chromé argent ou laqué noir.

À partir de 2012, deux autres versions sont mises sur le marché :
- Le M-E (type 220), un M9 entrée de gamme dépourvu de levier de sélection des lignes de cadre et de connexion USB, disponible en gris anthracite seulement.
- Le M9 Monochrom (appelé alors "Leica M Monochrom (en)"). Cette version est une déclinaison des Leica M9 actuels, optimisée pour le noir et blanc. En effet, le capteur 18 Mégapixels au format 24×36 mm du M Monochrom est dépourvu de matrice colorée (matrice de Bayer), et affiche ainsi une meilleure dynamique.

## Spécifications techniques
- Appareil numérique à visée télémétrique.
- Capteur CCD 23,9 × 35,8 mm de 18 millions de pixels
- Boîtier métal magnésium et laiton.
- Monture à baïonnette Leica M avec codage 6 bits.
- Télémètre clair à cadres lumineux (base de 47,1 mm)
- Viseur × 0,68 réglé à - 0,5 dioptrie
- Cadres 28/90 - 50/75 - 35/135
- Correction automatique de la parallaxe (horizontale et verticale)
- Affichage par DEL rouge de la vitesse en auto / dépassement +/- expo / correction d'expo +/- / avertissement carte SD bientôt pleine / mémorisation
- Indication de bonne exposition par balance de l'exposition avec deux diodes triangulaires et une diode ronde
- Mesure sélective de l'exposition TTL par réflexion sur la partie centrale d'une lamelle d'obturateur peinte. IL 0 à IL 20
- Cellule silicium avec optique convergente de focalisation
- Obturateur vertical à lamelles silencieux
- Vitesse obturation auto de 32 s à 1⁄4 000 s ; 8 s au 1⁄4 000 s en manuel par demi-vitesse
- Prise de vue S (seule) ou C (continue) de deux images par seconde sur huit images
- Retardateur 2 ou 10 s
- Déclencheur à trois paliers : activation du circuit / mémorisation en auto / déclenchement
- TTL flash avec pré-éclair avec sabot SCA 3502 M4, flash Leica SF24 D ou SF 58
- Synchro pose B à 1⁄180 s
- Synchro 1er ou 2e rideau
- Correction flash +/- trois diaph. par 1/3 (dépend du flash)
- Sensibilité native 160 ISO, réglable de 80 à 2500 ISO
- Format d'enregistrement DNG / JPEG 2 niveaux
- Fichier DNG : non compressé (16 bits, 36 Mo) ou compressé (enregistrement 8 bits, 18 Mo, codage non linéaire)
- Logiciel fourni : Adobe Photoshop Lightroom (à télécharger)
- Carte SD jusqu'à 2 Go, SDHC jusqu'à 32 Go
- Balance des blancs auto / manuelle.
- Espace couleur RGB / sRGB
- Écran de contrôle 6,3 cm / 230 000 pixels
- Accumulateur placé sous la semelle, 3,7 V / 1 900 mAh
- Prise mini-USB, standard USB 2.0
- Dimensions : 139 mm × 80 mm × 37 mm
- Poids : 585 g (avec batterie)